# Hrabstwo Androscoggin
Hrabstwo Androscoggin (ang. Androscoggin County) – hrabstwo w stanie Maine w Stanach Zjednoczonych. Zostało założone w 1854 roku.

## Geografia
Obszar całkowity hrabstwa obejmuje powierzchnię 497,23 mil² (1287,82 km²). Według szacunków United States Census Bureau w roku 2009 miało 106 539 mieszkańców. Jego siedzibą administracyjną jest Auburn.

### Miasta
- Auburn
- Durham
- Greene
- Leeds
- Lewiston
- Lisbon
- Livermore
- Livermore Falls
- Mechanic Falls
- Minot
- Poland
- Sabattus
- Turner
- Wales

### CDP
- Lisbon Falls
- Livermore Falls
- Mechanic Falls